# Copa Ouro da CONCACAF de 2011
A Copa Ouro da CONCACAF de 2011 foi a décima-primeira edição do principal torneio de futebol realizado pela Confederação de Futebol da América do Norte, Central e Caribe (CONCACAF). Foi disputada entre os dias 5 e 25 de junho em treze cidades dos Estados Unidos, com a final acontecendo no Rose Bowl em Pasadena. Pela quinta edição consecutiva, não teve a presença de seleções convidadas de outras confederações.
Pela terceira edição consecutiva a final foi decidida entre México e Estados Unidos. Assim como em 2009, os mexicanos venceram, dessa vez pelo placar de 4–2, e conquistaram o sexto título na história, além de uma vaga na Copa das Confederações de 2013.

## Seleções participantes
| Seleção                                                             | Qualificação     | Aparições        | Melhor resultado anterior              |
| América do Norte                                                    | América do Norte | América do Norte | América do Norte                       |
| ------------------------------------------------------------------- | ---------------- | ---------------- | -------------------------------------- |
| Canadá                                                              | Automática       | 10ª              | Campeão (2000)                         |
| Estados Unidos                                                      | Automática       | 11ª              | Campeão (1991, 2002, 2005, 2007)       |
| México                                                              | Automática       | 11ª              | Campeão (1993, 1996, 1998, 2003, 2009) |
| Caribe (qualificação através da Copa do Caribe de 2010)             |                  |                  |                                        |
| Jamaica                                                             | Campeão          | 8º               | Terceiro lugar (1993)                  |
| Guadalupe                                                           | Vice-campeão     | 3ª               | Terceiro lugar (2007)                  |
| Cuba                                                                | Terceiro lugar   | 6ª               | Quartas de final (2003)                |
| Granada                                                             | Quarto lugar     | 2ª               | Fase de grupos (2009)                  |
| América Central (qualificação através da Copa Centroamericana 2011) |                  |                  |                                        |
| Honduras                                                            | Campeão          | 10ª              | Vice-campeão (1991)                    |
| Costa Rica                                                          | Vice-campeão     | 10ª              | Vice-campeão (2002)                    |
| Panamá                                                              | Terceiro lugar   | 5ª               | Vice-campeão (2005)                    |
| El Salvador                                                         | Quarto lugar     | 7ª               | Quartas de final (2002, 2003)          |
| Guatemala                                                           | Quinto lugar     | 9ª               | Quarto lugar (1996)                    |

## Sedes
Um total de treze cidades-sede, a exemplo da última edição, foram utilizadas durante a competição, anunciadas a 13 de dezembro de 2010.
| Arlington                    | Carson                       | Detroit                      | Charlotte                      | Miami                          | Tampa                        |
| ---------------------------- | ---------------------------- | ---------------------------- | ------------------------------ | ------------------------------ | ---------------------------- |
| Cowboys Stadium              | Home Depot Center            | Ford Field                   | Bank of America Stadium        | FIU Stadium                    | Raymond James Stadium        |
| Capacidade: 80 000           | Capacidade: 27 000           | Capacidade: 65 000           | Capacidade: 73 778             | Capacidade: 23 500             | Capacidade: 68 857           |
| Fase de grupos (5 de junho)  | Fase de grupos (6 de junho)  | Fase de grupos (7 de junho)  | Fase de grupos (9 de junho)    | Fase de grupos (10 de junho)   | Fase de grupos (11 de junho) |
|                              |                              |                              |                                |                                |                              |
| Chicago                      | Harrison                     | Kansas City                  | East Rutherford                | Washington, D.C.               | Houston                      |
| Soldier Field                | Red Bull Arena               | Livestrong Sporting Park     | New Meadowlands Stadium        | RFK Stadium                    | Reliant Stadium              |
| Capacidade: 61 500           | Capacidade: 25 189           | Capacidade: 18 500           | Capacidade: 82 566             | Capacidade: 45 596             | Capacidade: 71 500           |
| Fase de grupos (12 de junho) | Fase de grupos (13 de junho) | Fase de grupos (14 de junho) | Quartas de final (18 de junho) | Quartas de final (19 de junho) | Semifinais (22 de junho)     |
|                              |                              |                              |                                |                                |                              |
| Pasadena                     |                              |                              |                                |                                |                              |
| Rose Bowl                    |                              |                              |                                |                                |                              |
| Capacidade: 91 136           |                              |                              |                                |                                |                              |
| Final (25 de junho)          |                              |                              |                                |                                |                              |
|                              |                              |                              |                                |                                |                              |

## Fase de grupos
A primeira fase, ou fase de grupos, foi disputada por doze equipes divididas em três grupos de quatro equipes. As equipes que terminaram em primeiro e segundo lugar, assim como as duas melhores equipes no terceiro lugar, se classificaram para as quartas de final.
|  | Equipes classificadas às oitavas de final               |
|  | Equipes classificadas como melhores terceiros colocados |
|  | Equipes eliminadas                                      |

Todas as partidas seguiram o fuso horário local (UTC-4).

### Grupo A
| Pos. | Seleção     | Pts | J | V | E | D | GP | GC | SG  |
| ---- | ----------- | --- | - | - | - | - | -- | -- | --- |
| 1    | México      | 9   | 3 | 3 | 0 | 0 | 14 | 1  | +13 |
| 2    | Costa Rica  | 4   | 3 | 1 | 1 | 1 | 7  | 5  | +2  |
| 3    | El Salvador | 4   | 3 | 1 | 1 | 1 | 7  | 7  | 0   |
| 4    | Cuba        | 0   | 3 | 0 | 0 | 3 | 1  | 16 | –15 |

| 5 de junho | Costa Rica                                            | 5 – 0     | Cuba | Cowboys Stadium, Arlington                  |
| 18:00      | Ureña 7', 46' · Saborío 41' · Mora 47' · Campbell 71' | Relatório |      | Público: 80 108 Árbitro: PAN Roberto Moreno |

| 5 de junho | México                                                       | 5 – 0     | El Salvador | Cowboys Stadium, Arlington                     |
| 20:00      | Juárez 55' · de Nigris 58' · Hernández 60', 67', 90+3' (pen) | Relatório |             | Público: 80 108 Árbitro: SUR Enrico Wijngaarde |

| 9 de junho | Costa Rica   | 1 – 1     | El Salvador | Bank of America Stadium, Charlotte        |
| 19:00      | Brenes 90+5' | Relatório | Zelaya 45'  | Público: 30 530 Árbitro: USA Jair Marrufo |

| 9 de junho | Cuba | 0 – 5     | México                                                   | Bank of America Stadium, Charlotte             |
| 21:00      |      | Relatório | Hernández 35', 76' · dos Santos 63', 68' · de Nigris 65' | Público: 46 012 Árbitro: JAM Courtney Campbell |

| 12 de junho | El Salvador                                                                 | 6 – 1     | Cuba        | Soldier Field, Chicago                   |
| 18:00       | Zelaya 13', 71' · Romero 29' · Blanco 69' · Alvarez 84' · Quintanilla 90+4' | Relatório | Márquez 83' | Público: 62 000 Árbitro: TRI Neal Brizan |

| 12 de junho | México                                        | 4 – 1     | Costa Rica | Soldier Field, Chicago                      |
| 20:00       | Márquez 17' · Guardado 19', 26' · Barrera 38' | Relatório | Ureña 69'  | Público: 62 000 Árbitro: PAN Roberto Moreno |

### Grupo B
| Pos. | Seleção   | Pts | J | V | E | D | GP | GC | SG  |
| ---- | --------- | --- | - | - | - | - | -- | -- | --- |
| 1    | Jamaica   | 9   | 3 | 3 | 0 | 0 | 7  | 0  | +7  |
| 2    | Honduras  | 4   | 3 | 1 | 1 | 1 | 7  | 2  | +5  |
| 3    | Guatemala | 4   | 3 | 1 | 1 | 1 | 4  | 2  | +2  |
| 4    | Granada   | 0   | 3 | 0 | 0 | 3 | 1  | 15 | –14 |

| 6 de junho | Jamaica                                              | 4 – 0     | Granada | Home Depot Center, Carson                    |
| 21:00      | Shelton 21' · Johnson 39' · Phillips 79' · Daley 84' | Relatório |         | Público: 6 500 Árbitro: USA Baldomero Toledo |

| 6 de junho | Honduras | 0 – 0     | Guatemala | Home Depot Center, Carson                    |
| 23:00      |          | Relatório |           | Público: 6 500 Árbitro: MEX Francisco Chacón |

| 10 de junho | Jamaica           | 2 – 0     | Guatemala | FIU Stadium, Miami                          |
| 19:00       | Phillips 65', 78' | Relatório |           | Público: 18 057 Árbitro: CRC Walter Quesada |

| 10 de junho | Granada    | 1 – 7     | Honduras                                                                 | FIU Stadium, Miami                        |
| 21:00       | Murray 19' | Relatório | Bengtson 26', 37' · Costly 28', 67', 71' · W. Martínez 88' · Mejía 90+3' | Público: 18 057 Árbitro: CAN David Gantar |

| 13 de junho | Guatemala                                            | 4 – 0     | Granada | Red Bull Arena, Harrison                      |
| 19:00       | del Águila 16' · Pappa 22' · Ruiz 54' · Gallardo 59' | Relatório |         | Público: 25 000 Árbitro: USA Baldomero Toledo |

| 13 de junho | Honduras | 0 – 1     | Jamaica     | Red Bull Arena, Harrison                  |
| 21:00       |          | Relatório | Johnson 36' | Público: 25 000 Árbitro: SLV Joel Aguilar |

### Grupo C
| Pos. | Seleção        | Pts | J | V | E | D | GP | GC | SG |
| ---- | -------------- | --- | - | - | - | - | -- | -- | -- |
| 1    | Panamá         | 7   | 3 | 2 | 1 | 0 | 6  | 4  | +2 |
| 2    | Estados Unidos | 6   | 3 | 2 | 0 | 1 | 4  | 2  | +2 |
| 3    | Canadá         | 4   | 3 | 1 | 1 | 1 | 2  | 3  | –1 |
| 4    | Guadalupe      | 0   | 3 | 0 | 0 | 3 | 2  | 5  | –3 |

| 7 de junho | Panamá                             | 3 – 2     | Guadalupe       | Ford Field, Detroit                       |
| 18:00      | Pérez 29' · Tejada 32' · Gómez 57' | Relatório | Jovial 65', 78' | Público: 28 209 Árbitro: SLV Marlon Mejia |

| 7 de junho | Estados Unidos             | 2 – 0     | Canadá | Ford Field, Detroit                       |
| 20:00      | Altidore 15' · Dempsey 62' | Relatório |        | Público: 28 209 Árbitro: GUA Walter López |

| 11 de junho | Canadá               | 1 – 0     | Guadalupe | Raymond James Stadium, Tampa               |
| 18:00       | De Rosario 51' (pen) | Relatório |           | Público: 27 731 Árbitro: BRB Trevor Taylor |

| 11 de junho | Estados Unidos | 1 – 2     | Panamá                               | Raymond James Stadium, Tampa                 |
| 20:00       | Goodson 66'    | Relatório | Goodson 19' (g.c.) · Gómez 36' (pen) | Público: 27 731 Árbitro: MEX Marco Rodríguez |

| 14 de junho | Canadá               | 1 – 1     | Panamá       | Livestrong Sporting Park, Kansas City     |
| 19:00       | De Rosario 62' (pen) | Relatório | Tejada 90+1' | Público: 20 109 Árbitro: GUA Walter López |

| 14 de junho | Guadalupe | 0 – 1     | Estados Unidos | Livestrong Sporting Park, Kansas City     |
| 21:00       |           | Relatório | Altidore 9'    | Público: 20 109 Árbitro: SLV Marlon Mejia |

### Melhores terceiros classificados
As duas melhores seleções terceiro colocadas nos grupos também avançaram para as quartas de final.
| Pos. | Seleção     | Pts | J | V | E | D | GP | GC | SG | Grupo |
| ---- | ----------- | --- | - | - | - | - | -- | -- | -- | ----- |
| 1    | Guatemala   | 4   | 3 | 1 | 1 | 1 | 4  | 2  | +2 | B     |
| 2    | El Salvador | 4   | 3 | 1 | 1 | 1 | 7  | 7  | 0  | A     |
| 3    | Canadá      | 4   | 3 | 1 | 1 | 1 | 2  | 3  | –1 | C     |

## Fase final
|  | Quartas de final               | Quartas de final      |                        |       | Semifinais | Semifinais |  |  | Final | Final |
|  |                                |                       |                        |       |            |            |  |  |       |       |
|  | 19 de junho – Washington, D.C. |                       |                        |       |            |            |  |  |       |       |
|  |                                |                       |                        |       |            |            |  |  |       |       |
|  | Jamaica                        | 0                     |                        |       |            |            |  |  |       |       |
|  | Jamaica                        | 0                     | 22 de junho – Houston  |       |            |            |  |  |       |       |
|  | Estados Unidos                 | 2                     |                        |       |            |            |  |  |       |       |
|  | Estados Unidos                 | 2                     | Estados Unidos         | 1     |            |            |  |  |       |       |
|  | 19 de junho – Washington, D.C. |                       | Estados Unidos         | 1     |            |            |  |  |       |       |
|  |                                | Panamá                | 0                      |       |            |            |  |  |       |       |
|  | Panamá (pen)                   | Panamá                | 0                      | 1 (5) |            |            |  |  |       |       |
|  | Panamá (pen)                   |                       | 25 de junho – Pasadena | 1 (5) |            |            |  |  |       |       |
|  | El Salvador                    | 1 (3)                 |                        |       |            |            |  |  |       |       |
|  | El Salvador                    | 1 (3)                 | Estados Unidos         | 2     |            |            |  |  |       |       |
|  | 18 de junho – East Rutherford  |                       | Estados Unidos         | 2     |            |            |  |  |       |       |
|  |                                | México                | 4                      |       |            |            |  |  |       |       |
|  | Costa Rica                     | México                | 4                      | 1 (2) |            |            |  |  |       |       |
|  | Costa Rica                     | 22 de junho – Houston |                        | 1 (2) |            |            |  |  |       |       |
|  | Honduras (pen)                 | 1 (4)                 |                        |       |            |            |  |  |       |       |
|  | Honduras (pen)                 | 1 (4)                 | Honduras               | 0     |            |            |  |  |       |       |
|  | 18 de junho – East Rutherford  |                       | Honduras               | 0     |            |            |  |  |       |       |
|  |                                | México (pro)          | 2                      |       |            |            |  |  |       |       |
|  | México                         | México (pro)          | 2                      | 2     |            |            |  |  |       |       |
|  | México                         |                       |                        | 2     |            |            |  |  |       |       |
|  | Guatemala                      | 1                     |                        |       |            |            |  |  |       |       |
|  | Guatemala                      | 1                     |                        |       |            |            |  |  |       |       |

### Quartas de final
| 18 de junho | Costa Rica   | 1 – 1     | Honduras     | New Meadowlands Stadium, East Rutherford    |
| 17:00       | Marshall 56' | Relatório | Bengtson 49' | Público: 78 809 Árbitro: PAN Roberto Moreno |

|                              |       | Penalidades                        |  |
| Borges Ruiz Saborío Campbell | 2 – 4 | Costly Bernárdez Palacios Bengtson |  |

| 18 de junho | México                        | 2 – 1     | Guatemala | New Meadowlands Stadium, East Rutherford       |
| 20:00       | de Nigris 48' · Hernández 66' | Relatório | Ruiz 5'   | Público: 78 809 Árbitro: JAM Courtney Campbell |

| 19 de junho | Jamaica | 0 – 2     | Estados Unidos          | RFK Stadium, Washington, D.C.                |
| 15:00       |         | Relatório | Jones 49' · Dempsey 80' | Público: 45 424 Árbitro: MEX Marco Rodríguez |

| 19 de junho | Panamá     | 1 – 1     | El Salvador      | RFK Stadium, Washington, D.C.               |
| 18:00       | Tejada 89' | Relatório | Zelaya 78' (pen) | Público: 45 424 Árbitro: CRC Walter Quesada |

|                                             |       | Penalidades                   |  |
| Barahona Rentería Godoy A. Henríquez Tejada | 5 – 3 | D. Allas Romero Zelaya Flores |  |

### Semifinais
| 22 de junho | Estados Unidos | 1 – 0     | Panamá | Reliant Stadium, Houston                       |
| 19:00       | Dempsey 76'    | Relatório |        | Público: 70 627 Árbitro: SUR Enrico Wijngaarde |

| 22 de junho | Honduras | 0 – 2 (pro) | México                        | Reliant Stadium, Houston                  |
| 22:00       |          | Relatório   | de Nigris 93' · Hernández 99' | Público: 70 627 Árbitro: GUA Walter López |

### Final
| 25 de junho | Estados Unidos           | 2 – 4     | México                                           | Rose Bowl, Pasadena                       |
| 21:00       | Bradley 8' · Donovan 23' | Relatório | Barrera 29', 50' · Guardado 36' · dos Santos 76' | Público: 93 420 Árbitro: SLV Joel Aguilar |

## Premiação
| Copa Ouro da CONCACAF de 2011 |
| México                        |
| ----------------------------- |
| México Campeão (6º título)    |

| Artilheiro:          | Melhor jogador (MVP): | Melhor goleiro:     | Prêmio Fair Play: |
| -------------------- | --------------------- | ------------------- | ----------------- |
| MEX Javier Hernández | MEX Javier Hernández  | HON Noel Valladares | México            |

## Artilharia
| 7 gols (1) - MEX Javier Hernández 4 gols (2) - MEX Aldo de Nigris - SLV Rodolfo Zelaya 3 gols (9) - CRC Marco Ureña - HON Carlo Costly - HON Jerry Bengtson - JAM Demar Phillips - MEX Andrés Guardado - MEX Giovani dos Santos - MEX Pablo Barrera - PAN Luis Tejada - USA Clint Dempsey 2 gols (6) - CAN Dwayne De Rosario - GPE Brice Jovial | 2 gols (continuação) - GUA Carlos Ruiz - JAM Ryan Johnson - PAN Gabriel Enrique Gómez - USA Jozy Altidore 1 gol (25) - CRC Álvaro Saborío - CRC Dennis Marshall - CRC Heiner Mora - CRC Joel Campbell - CRC Randall Brenes - CUB Yénier Márquez - GRN Clive Murray - GUA Carlos Eduardo Gallardo - GUA José del Águila - GUA Marco Pappa - HON Alfredo Mejía | 1 gol (continuação) - HON Walter Martínez - JAM Luton Shelton - JAM Omar Daley - MEX Efraín Juárez - MEX Rafael Márquez - PAN Blas Pérez - SLV Arturo Alvarez - SLV Eliseo Quintanilla - SLV Léster Blanco - SLV Osael Romero - USA Clarence Goodson - USA Jermaine Jones - USA Landon Donovan - USA Michael Bradley Gols-contra (1) - USA Clarence Goodson (para o Panamá) |